# Ruby Keeler
Ruby Keeler (Halifax, 25 agosto 1909 – Rancho Mirage, 28 febbraio 1993) è stata un'attrice e cantante statunitense, nata in Canada.

## Biografia
Nata nel Canada, all'età di tre anni emigrò con la famiglia negli Stati Uniti d'America. Nel 1933 il produttore Darryl F. Zanuck la volle nel musical della Warner Bros. Quarantaduesima strada, con Dick Powell e Bebe Daniels, film che ottenne un grande successo, anche per merito delle innovative coreografie di Busby Berkeley. Si sposò due volte: nel 1928 con l'attore e cantante Al Jolson, da cui ebbe un figlio e da cui divorziò nel 1939; nel 1941 con l'uomo d'affari John Homer Lowe (che morì nel 1969), dal quale ebbe quattro figli. Ritirata dalla carriera cinematografica dopo il secondo matrimonio, morì nel 1993. È sepolta all'Holy Sepulcher Cemetery, Orange (California).

## Filmografia parziale

### Cinema
- Show Girl in Hollywood, regia di Mervyn LeRoy (1930)
- Quarantaduesima strada (42nd Street), regia di Lloyd Bacon (1933)
- La danza delle luci (Gold Diggers of 1933), regia di Mervyn LeRoy (1933)
- Viva le donne! (Footlight Parade), regia di Lloyd Bacon, Busby Berkeley (1933)
- Abbasso le donne (Dames), regia di Ray Enright (1934)
- Passeggiata d'amore (Flirtation Walk), regia di Frank Borzage (1934)
- Canzoni appassionate (Go Into Your Dance), regia di Archie Mayo (1935)
- L'ammiraglio (Shipmates Forever), regia di Frank Borzage (1935)
- Colleen, regia di Alfred E. Green (1936)
- Ready, Willing and Able, regia di Ray Enright (1937)
- Mother Carey's Chickens, regia di Rowland V. Lee (1938)
- Sweetheart of the Campus, regia di Edward Dmytryk (1941)
- Beverly Hills Brats, regia di Jim Sotos (1989)

### Televisione
- Vacation Playhouse – serie TV, episodio 2x02 (1964)
- The Greatest Show on Earth – serie TV, episodio 1x18 (1964)

### Film e documentari su Ruby Keeler
- Le dee dell'amore (The Love Goddesses) documentario di Saul J. Turell - filmati di repertorio (1965)

## Doppiatrici italiane
- Wanda Tettoni in Abbasso le donne